# Miguel Tabuena
Miguel Luis Tabuena (nascido em 13 de outubro de 1994) é um jogador filipino de golfe profissional que atualmente joga nos torneios do Circuito Asiático.
No golfe dos Jogos Olímpicos de Verão de 2016, realizados no Rio de Janeiro, Brasil, terminou sua participação na competição de jogo por tacadas individual masculino na quinquagésima terceira posição, com 291 tacadas (73-75-73-70), sete acima do par, representando Filipinas.